# タチアナ・ムドリツカヤ
タチアナ・ムドリツカヤ（Tatyana Mudritskaya、女性、1985年1月17日 - ）は、カザフスタンの女子バレーボール選手。ポジションはオポジット。カザフスタン代表。

## 来歴
ムドリツカヤはウクライナ出身で、2001年に地元のクラブチームKhimvolokno Tscherkassyへ入団し、バレーボール選手としてのキャリアをスタートさせる。2005年からはトルコリーグの強豪ガラタサライに移籍し、2シーズンプレーしていた。欧州チャンピオンズリーグなどに出場した。その後はイタリア、キプロスなどのクラブリーグを渡り歩き、2009年より出産、産休のため競技からは離れていた。
2011年より復帰を果たすと、2013年からはカザフスタン代表でプレーしている。同年のワールドグランプリ、アジア選手権ではエースとして活躍した。2014年、南昌で行われたアジアカップでは銅メダルを獲得した。

## 球歴
- 世界選手権 - 2014年
- ワールドグランプリ - 2013年、2014年
- アジア選手権 - 2013年

## 所属クラブ
- Khimvolokno Tscherkassy（2001-2005年）
- ガラタサライ（2005-2007年）
- Rabat Kebochelan（2007-2008年）
- AEL Limassol（2008-2009年）
- Anorthosis Famagusta（2011-2013年）
- シュヴェリーンSC（2013-2014年）